# Ciro Ciniglio
Ciro Ciniglio (* 17. April 1933 in Nuneaton) ist ein englischer Badmintonspieler. 

## Karriere
Ciro Ciniglio siegte als Aktiver unter anderem bei den Hampshire Championships, den Berkshire Championships, den West Sussex Championships, den West Hants Championships und den Somerset Championships. Nach seiner Karriere als Spieler startete er eine Laufbahn als Trainer, wo er unter anderem als Teamcoach in England tätig war.

## Sportliche Erfolge
| Saison | Veranstaltung           | Disziplin    | Platz | Name                          |
| ------ | ----------------------- | ------------ | ----- | ----------------------------- |
| 1956   | Hampshire Championships | Mixed        | 1     | Ciro Ciniglio / Ruth Page     |
| 1956   | Hampshire Championships | Herrendoppel | 1     | Tom Wingfield / Ciro Ciniglio |
| 1956   | Berkshire Championships | Herrendoppel | 1     | Tom Wingfield / Ciro Ciniglio |